# Чемпионат России по спорту слепых (велоспорт-тандем)
Чемпионат России по спорту слепых (велоспорт-тандем) — национальный чемпионат России по велоспорту-тандему на треке и шоссе.

## Описание
С 2011 по 2022 год проводился Федерацией спорта слепых России. С 2023 года проводится Всероссийской федерацией спорта слепых.
В чемпионате России соревнуются экипажи, состоящие из пилота (зрячий спортсмен) и стокера (слабовидящий или слепой спортсмен).
В соревнования на треке включены следующие дисциплины: гит на 1000 метров (мужчины и женщины), спринт (мужчины и женщины), индивидуальная гонка преследования на 3000 метров (женщины), индивидуальная гонка преследования на 4000 метров (мужчины).
На шоссе соревнования среди мужских и женских экипажей проводятся в дисциплинах - индивидуальная и групповая гонка.
Правила проведения соревнований регламентируются Международным союзом велосипедистов (UCI).

## Призёры

### Шоссе

#### Мужчины. Групповая гонка.
| Год  | Город       | Золото                                         | Серебро                                    | Бронза                                                                     |  |
| ---- | ----------- | ---------------------------------------------- | ------------------------------------------ | -------------------------------------------------------------------------- |  |
| 2011 | Липецк      | Андрей Гостев пилот - Илья Киреенко            | Николай Орлов пилот - ?                    | Николай Нехорошев пилот - Андрей Михалев                                   |  |
| 2012 | Липецк      |                                                | Николай Нехорошев пилот - Андрей Михалев   |                                                                            |  |
| 2013 | Калининград | Русских Александр пилот - Васильев Алексей     | Чурилов Сергей пилот - Михалев Андрей      | Каширин Дмитрий пилот - Четырин Евгений                                    |  |
| 2014 | Воронеж     | Дмитрий Каширин пилот - Сергей Попов           | Николай Нехорошев пилот - Михаил Ермаков   |                                                                            |  |
| 2015 | Тамбов      | Николай Нехорошев пилот Сергей Попов (2)       |                                            |                                                                            |  |
| 2016 | Тамбов      | Кленов Виталий пилот - Попов Сергей (3)        | Неуймин Игорь пилот - Козин Николай        | Казаков Леонид пилот - Шатрыгин Сергей                                     |  |
| 2017 | Ясногорск   | Трофимов Максим пилот - Попов Сергей (4)       | Венедиктов Андрей пилот - Васильев Алексей | Казаков Леонид пилот - Шатрыгин Сергей Игорь Неуймин пилот - Козин Николай |  |
| 2018 | Мичуринск   | Чиганов Александр пилот - Яковлев Владимир     | Неуймин Игорь пилот - Козин Николай        | Венедиктов Андрей пилот - Васильев Алексей                                 |  |
| 2019 | Тамбов      | Марченко Григорий пилот - Старосельцев Илья    | Чиганов Александр пилот - Яковлев Владимир | Венедиктов Андрей пилот - Васильев Алексей                                 |  |
| 2020 | Тамбов      | Рядовой Сергей пилот - Горбачёв Иван           | Марченко Григорий пилот - Казанов Евгений  | Гутев Никита пилот - Шатрыгин Сергей                                       |  |
| 2021 | Ижевск      | Марченко Григорий (2) пилот - Казанов Евгений  | Еганян Артём пилот - Ничипуренко Павел     | Ефремов Роман пилот - Горюшин Александр                                    |  |
| 2022 | Ижевск      | Еганян Артём пилот - Ничипуренко Павел         | Будаев Баярто пилот - Перлов Александр     | Марченко Григорий пилот - Казанов Евгений                                  |  |
| 2023 | Ижевск      | Еганян Артём (2) пилот - Ничипуренко Павел (2) | Загибалов Илья пилот - Горюшин Александр   | Марченко Григорий пилот - Казанов Евгений                                  |  |
| 2024 | Ижевск      | Загибалов Илья пилот - Горюшин Александр       | Воропаев Владислав Коровниченко Кирилл     | Еганян Артём пилот - Ничипуренко Павел                                     |  |

#### Мужчины. Индивидуальная гонка.
| Год  | Город         | Золото                                             | Серебро                                                                           | Бронза                                                               |  |
| ---- | ------------- | -------------------------------------------------- | --------------------------------------------------------------------------------- | -------------------------------------------------------------------- |  |
| 2011 | Липецк        |                                                    | Николай Орлов пилот - ?                                                           |                                                                      |  |
| 2012 | Липецк, 25 км | Русских Александр пилот - Васильев Алексей 36:03.0 | Максим Филиппов пилот - Вячеслав Наливкин 36:15.0 (+12.0)                         | Матков Петр (?) пилот - Дворянчиков Владимир (?) 36:39.0 (+36.0) - ? |  |
| 2013 | Калининград   | Русских Александр пилот - Васильев Алексей         | Матков Петр пилот - Дворянчиков Владимир                                          | Еркулев Александр пилот - Шатрыгин Сергей                            |  |
| 2014 | Воронеж       | Николай Нехорошев пилот - Михаил Ермаков           | Дмитрий Каширин пилот - Сергей Попов                                              |                                                                      |  |
| 2015 | Тамбов        |                                                    |                                                                                   |                                                                      |  |
| 2016 | Тамбов        | Казаков Леонид пилот - Шатрыгин Сергей             | Кленов Виталий пилот - Попов Сергей                                               | Неуймин Игорь пилот - Козин Николай                                  |  |
| 2017 | Ясногорск     | Максим Трофимов пилот - Попов Сергей               | Венедиктов Андрей пилот - Васильев Алексей Казаков Леонид пилот - Шатрыгин Сергей | не присуждалось                                                      |  |
| 2018 | Мичуринск     | Рядовой Сергей пилот - Ничипуренко Павел           | Семушкин Денис пилот - Попов Сергей                                               | Венедиктов Андрей пилот - Васильев Алексей                           |  |
| 2019 | Тамбов, 25 км | Чиганов Александр пилот - Яковлев Владимир         | Марченко Григорий пилот - Старосельцев Илья                                       | Клёнов Виталий пилот - Казанов Евгений                               |  |
| 2020 | Тамбов        | Рядовой Сергей (2) пилот - Горбачёв Иван           | Марченко Григорий пилот - Казанов Евгений                                         | Коваленко Матвей пилот - Старосельцев Илья                           |  |
| 2021 | Ижевск        | Еганян Артём пилот - Ничипуренко Павел (2)         | Марченко Григорий пилот - Казанов Евгений                                         | Гутев Никита пилот - Шатрыгин Сергей                                 |  |
| 2022 | Ижевск        | Еганян Артём (2) пилот - Ничипуренко Павел (3)     | Гутев Никита пилот - Шатрыгин Сергей                                              | Марченко Григорий пилот - Казанов Евгений                            |  |
| 2023 | Ижевск        | Еганян Артём (3) пилот - Ничипуренко Павел (4)     | Загибалов Илья пилот - Горюшин Александр                                          | Махов Сергей пилот - Горбачёв Иван                                   |  |
| 2024 | Ижевск        | Еганян Артём (4) пилот - Ничипуренко Павел (5)     | Марченко Григорий пилот - Долматов Виктор                                         | Кийски Кирилл пилот - Должиков Дмитрий                               |  |

#### Женщины. Групповая гонка.
| Год  | Город          | Золото                                                 | Серебро                                            | Бронза                                       |  |
| ---- | -------------- | ------------------------------------------------------ | -------------------------------------------------- | -------------------------------------------- |  |
| 2011 | Липецк         | Ольга Комбарова пилот - Алина Юрченко                  |                                                    | Эмма Полушкина пилот - Анна Бузакова         |  |
| 2012 | Липецк         |                                                        |                                                    |                                              |  |
| 2013 | Калининград    | Эмма Полушкина пилот - Елиферова Наталья               | Прасковья Яковлева пилот - Екатерина Константинова | Евгения Вершинина пилот - Елена Богдашова    |  |
| 2014 | Воронеж, 60 км | Ольга Комбарова пилот - Светлана Кошелева              | Эмма Полушкина пилот - Елиферова Наталья           |                                              |  |
| 2015 | Тамбов, 60 км  | Прасковья Яковлева пилот - Екатерина Константинова (1) |                                                    | Эмма Полушкина пилот - Наталья Елиферова     |  |
| 2016 | Тамбов         | Жанна Гринёва (1) пилот - Екатерина Константинова (2)  | Эмма Полушкина пилот - Марина Осипова              | Алефтина Анисимова пилот - Инна Панина       |  |
| 2017 | Ясногорск      | Жанна Гринёва (2) пилот - Екатерина Константинова (3)  | Виктория Клёнова пилот - Виктория Дрокина          | Эмма Полушкина пилот - Марина Осипова        |  |
| 2018 | Мичуринск      | Жанна Гринёва (3) пилот - Екатерина Константинова (4)  | Людмила Торопова пилот - Алёна Демина              | Евгения Цахилова пилот - Ольга Никишина      |  |
| 2019 | Тамбов         | Жанна Гринёва (4) пилот - Ирина Фролова                | Евгения Вершинина пилот - Екатерина Константинова  | Нуртдинова Разиля пилот - Лазаренко Анжела   |  |
| 2020 | Тамбов         | Ольга Петроченко пилот - Екатерина Белоусова           | Евгения Вершинина пилот - Екатерина Константинова  | Евгения Цахилова пилот - Ольга Никишина      |  |
| 2021 | Ижевск, 68 км  | Евгения Цахилова (1) пилот - Ольга Никишина (1)        | Жанна Гринёва пилот - Ирина Моличева               | Марина Данилова пилот - Татьяна Орлова       |  |
| 2022 | Ижевск, 48 км  | Евгения Цахилова (2) пилот - Ольга Никишина (2)        | Марина Данилова пилот - Галина Стрельцова          | Людмила Левданская пилот - Виктория Гришечко |  |
| 2023 | Ижевск, 72 км  | Евгения Цахилова (3) пилот - Ольга Никишина (3)        | Марина Данилова пилот - Дарья Гордеева             | Людмила Левданская пилот - Анна Мишина       |  |

#### Женщины. Индивидуальная гонка.
| Год  | Город            | Золото                                                                              | Серебро                                            | Бронза                                        |  |
| ---- | ---------------- | ----------------------------------------------------------------------------------- | -------------------------------------------------- | --------------------------------------------- |  |
| 2011 | Липецк           |                                                                                     | Ольга Комбарова пилот - Алина Юрченко              | Эмма Полушкина пилот - Анна Бузакова          |  |
| 2012 | Липецк           |                                                                                     |                                                    |                                               |  |
| 2013 | Калининград      | Эмма Полушкина пилот - Елиферова Наталья                                            | Ольга Комбарова пилот - Третьякова Наталья         | Вершинина Евгения пилот - Богдашова Елена     |  |
| 2014 | Воронеж          |                                                                                     |                                                    |                                               |  |
| 2015 | Тамбов           |                                                                                     | Прасковья Яковлева пилот - Екатерина Константинова | Эмма Полушкина пилот - Наталья Елиферова      |  |
| 2016 | Тамбов, 25 км    | Эмма Полушкина пилот - Марина Осипова                                               | Алефтина Анисимова пилот - Ирина Панина            | Жанна Гринёва пилот - Екатерина Константинова |  |
| 2017 | Ясногорск, 25 км | Жанна Гринёва пилот - Екатерина Константинова Эмма Полушкина пилот - Марина Осипова | не присуждалось                                    | Виктория Клёнова пилот - Виктория Дрокина     |  |
| 2018 | Мичуринск        | Евгения Цахилова пилот - Ольга Никишина                                             | Жанна Гринёва пилот - Екатерина Константинова      | Эмма Полушкина пилот - Марина Осипова         |  |
| 2019 | Тамбов           | Евгения Цахилова пилот - Ольга Никишина (2)                                         | Жанна Гринёва пилот - Ирина Фролова                | Ольга Кононова пилот - Татьяна Райденкова     |  |
| 2020 | Тамбов           | Евгения Цахилова пилот - Ольга Никишина (3)                                         | Евгения Вершинина пилот - Екатерина Константинова  | Людмила Торопова пилот - Виктория Гришечко    |  |
| 2021 | Ижевск, 25 км    | Евгения Цахилова пилот - Ольга Никишина (4)                                         | Евгения Вершинина пилот - Екатерина Константинова  | Жанна Гринёва пилот - Ирина Моличева          |  |
| 2022 | Ижевск, 25 км    | Евгения Цахилова пилот - Ольга Никишина (5)                                         | Ксения Выборных пилот - Алёна Зубова               | Людмила Левданская пилот - Виктория Гришечко  |  |
| 2023 | Ижевск, 27 км    | Евгения Цахилова пилот - Ольга Никишина (6)                                         | Марина Данилова пилот - Дарья Гордеева             | Людмила Левданская пилот - Анна Мишина        |  |